# Serchhip (distrikt)
Serchhip är ett distrikt i Indien.   Det ligger i delstaten Mizoram, i den östra delen av landet, 1 700 km öster om huvudstaden New Delhi. Antalet invånare är 64 937.
Följande samhällen finns i Serchhip:
- Serchhīp
- North Vanlaiphai